# Варварка (вулиця)
Ву́лиця Варва́рка (Варварська вулиця, в 1933—1990 роках — вулиця Разіна) — вулиця в Центральному адміністративному окрузі міста Москви. Одна з найдавніших і найвідоміших московських вулиць. Проходить від Красної площі до площі Варварські Ворота. Нумерація будинків ведеться від Красної площі.

## Походження назви
Вулиця отримала свою назву за церквою Варвари Великомучениці.

## Транспорт
- Автобус № м5 від метро «Новокузнецька», автобус № 158.
- Метро «Китай-город»

В радянські часи по вулиці проходив тролейбусний маршрут № 25 (тільки в бік проспекту Будьонного). Зараз по Варварці проходит автобусний маршрут № м5 і нульові рейси тролейбусного маршруту м7 (з парку) від метро «Нагатинська» до Лубянської площі.